# Georg Solti

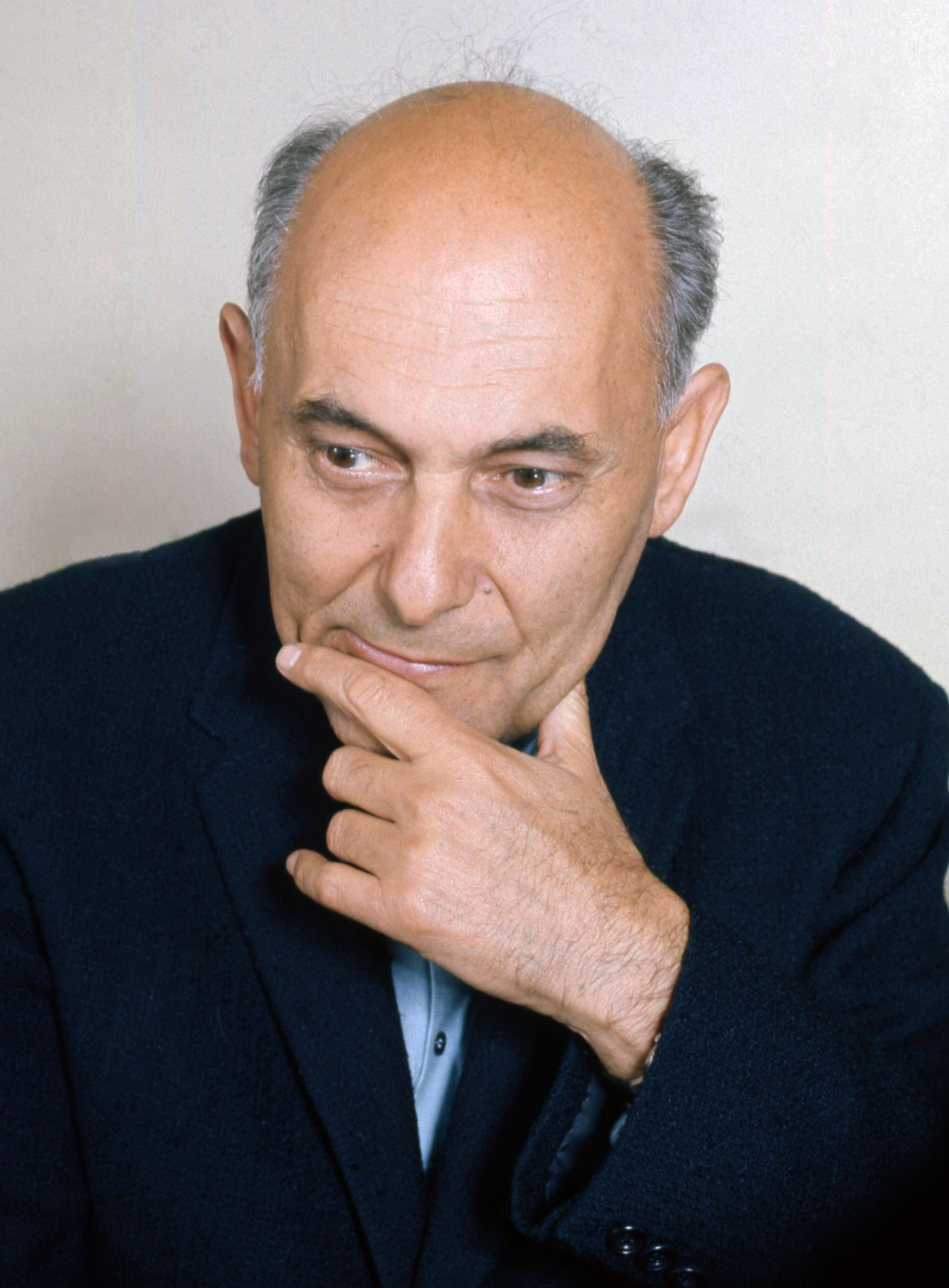
Sir Georg Solti, Foto von Allan Warren (1975)

Sir Georg Solti [ˈʃolti], KBE (* 21. Oktober 1912 in Budapest als György Stern; † 5. September 1997 in Antibes, Frankreich) war ein ungarisch-britischer Dirigent jüdischer Abstammung.

## Leben
In den 1920er Jahren gab es in Budapest eine „Ungarisierungs“-Welle, die es den Trägern deutscher und deutsch-jüdischer Namen „nahelegte“, ihre Namen ungarisieren zu lassen – und so wurde aus dem Nachnamen Stern 1926 Solti, nach dem Ort Solt, aus dem die Familie stammte. Soltis Vater Móricz Stern allerdings blieb zeitlebens bei seinem Geburtsnamen. Sein Cousin war der ungarisch-deutsche Fotograf László Moholy-Nagy.
Solti erhielt zunächst Klavierunterricht und studierte später an der Franz-Liszt-Musikakademie in Budapest unter anderem bei Béla Bartók, Ernst von Dohnányi, Leó Weiner und Zoltán Kodály. 1930 war er Korrepetitor an der Budapester Oper, 1935–37 Assistent von Bruno Walter und Arturo Toscanini in Salzburg.
Am 11. März 1938 gab Solti sein Debüt als Dirigent bei einer Aufführung der Hochzeit des Figaro in der Budapester Oper. Am selben Abend verbreitete sich die Nachricht vom unmittelbar bevorstehenden Einmarsch deutscher Einheiten in Österreich. Danach befürchteten viele Ungarn, dass Hitler auch in Ungarn einmarschieren würde. Miklós Horthy, der die Verbindung Ungarns zu Nazi-Deutschland stärken wollte, forcierte die antijüdische Gesetzgebung nach dem Vorbild der Nürnberger Gesetze, beispielsweise wurde den Juden in Ungarn der Zugang zu Berufen erschwert. Jüdischen Künstlern war der Auftritt nur noch mit dem Verein Omike in eigenen Räumen wie der Goldmark-Halle erlaubt. Soltis Familie riet ihm deshalb dringend zur Emigration. Solti ging nach London, gab sein Debüt am Royal Opera House und übernahm die Leitung des London Philharmonic Orchestra für eine Saison. Von nun an nannte er sich mit Vornamen nicht mehr György, sondern Georg.
Solti verbrachte den Zweiten Weltkrieg in der Schweiz, zeitweise als Assistent von Toscanini in Luzern, und gewann 1942 einen Klavierwettbewerb in Genf. Direkt nach dem Krieg ging Solti nach Deutschland, da dort viele Stellen unbesetzt waren. Die amerikanische Militärregierung stellte ihn 1946 als Generalmusikdirektor der Bayerischen Staatsoper in München als Nachfolger des abgesetzten Clemens Krauss und des kurzfristig eingesetzten Hans Knappertsbusch ein, der ein Auftrittsverbot bis 1947 erhalten hatte. 1946 heiratete Solti die Schweizerin Hedwig (Hedi) Oechsli, die Tochter eines Universitätsdozenten in Zürich, die er in der Schweiz kennengelernt hatte. Die Ehe währte bis 1964 und blieb kinderlos.
Bereits 1947 verpflichtete Maurice Rosengarten Solti für die Plattenfirma Decca, ein Kontrakt, der bis zu Soltis Tod 50 Jahre später Bestand haben sollte. Von 1952  bis 1961 war er Generaldirektor an der Oper Frankfurt sowie Leiter der Frankfurter Museumskonzerte  und hatte zunehmend Gastauftritte bei großen Orchestern und Opernhäusern weltweit. 1953 nahm er die westdeutsche Staatsbürgerschaft an. Soltis große Erfahrung als Operndirigent ermöglichte die erste Studio-Gesamteinspielung (1958 bis 1965) von Richard Wagners Der Ring des Nibelungen mit den Wiener Philharmonikern, die noch heute als Sternstunde der Schallplattengeschichte gilt.

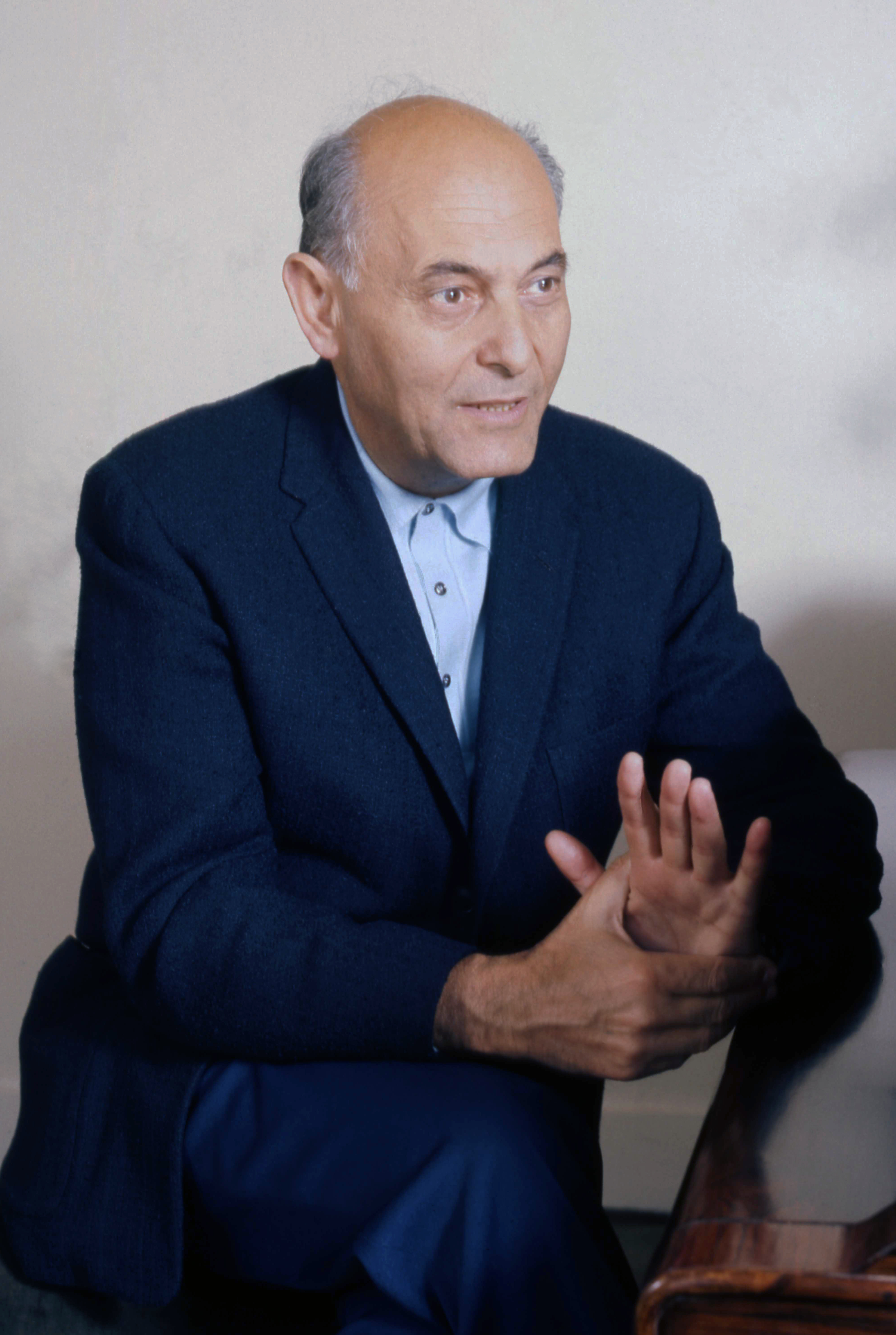
Georg Solti, Foto von Allan Warren (1975)

Ein Engagement beim Los Angeles Philharmonic Orchestra kündigte Solti 1961 noch vor Antritt der Stelle wieder, da ohne Rücksprache mit Solti Zubin Mehta als zweiter Dirigent verpflichtet worden war. Solti schätzte Mehta, wollte aber den Posten nach dem brüskierenden Vorgang nicht annehmen. Dafür begann er 1961 seine zehnjährige Amtszeit am Royal Opera House in London. Nach der Trennung von seiner ersten Ehefrau (1964) lernte Solti bei einem Interview die BBC-Moderatorin Valerie Pitts kennen. Nachdem er drei Jahre um die verheiratete Frau geworben hatte, ließ sie sich scheiden. Solti und Valerie Pitts heirateten am 11. November 1967. Aus der Ehe gingen zwei Töchter hervor. 1972 wurde Solti britischer Staatsbürger und blieb dort auch bis zu seinem Tod wohnhaft.
1969 begann nach Soltis jahrzehntelanger Karriere als Operndirigent sein zweiter großer künstlerischer Abschnitt mit der Verpflichtung als Chefdirigent des Chicago Symphony Orchestra. Solti blieb dort 22 Jahre bis 1991. Daneben war er musikalischer Direktor des Orchestre de Paris 1971 bis 1975 und künstlerischer Leiter des London Philharmonic Orchestra 1979 bis 1983. Zudem dirigierte er 1983 bei den Bayreuther Festspielen den Ring des Nibelungen.
1994 sorgte Solti für Aufsehen, als die BBC für eine Live-Übertragung seine Aufführung von La Traviata kurzfristig in das Programm nahm und dafür das Sendeschema durchbrach. Es ging ihm dabei um die Förderung der rumänischen Sopranistin Angela Gheorghiu, die in der Hauptrolle der Violetta Valery auftrat.
Solti starb 1997 nach einem Herzinfarkt wenige Wochen vor seinem 85. Geburtstag im französischen Antibes.

## Solti in Wien und Salzburg
Über viele Jahre hinweg war Solti einer der wichtigsten Dirigenten der Wiener Philharmoniker, die er unter anderem in Wien oder Salzburg dirigierte. Eine ebenfalls langjährige Beziehung verband ihn mit den Salzburger Festspielen, bei denen er bereits in den 1930er Jahren als Assistent von Arturo Toscanini und Bruno Walter mitwirkte. Nachdem Herbert von Karajan 1989 kurz vor der Premiere von Giuseppe Verdis Un ballo in maschera verstorben war, übernahm Solti diese Produktion und wurde in der Folge ein wichtiger Gestalter der Salzburger Festspiele. Er nahm auch für zwei Jahre Karajans Platz bei den Osterfestspielen ein, wo er Die Frau ohne Schatten 1992 und Falstaff 1993 leitete; diese Produktionen wurden auch im Sommer gezeigt. Weiters dirigierte Solti die Salzburger Festspielproduktionen Idomeneo 1951, Die Zauberflöte 1955 (Ausstattung Oskar Kokoschka) und im Mozartjahr 1991 sowie zuletzt Fidelio 1996.
1991 dirigierte Solti zum 200. Todestag von Wolfgang Amadeus Mozart dessen Requiem im Wiener Stephansdom. Obwohl mit Wien künstlerisch eng verbunden, trat er nur 1980 für die von ihm geleitete Neuproduktion von Verdis Falstaff (Inszenierung Filippo Sanjust) an das Pult der Wiener Staatsoper.

## Einspielungen

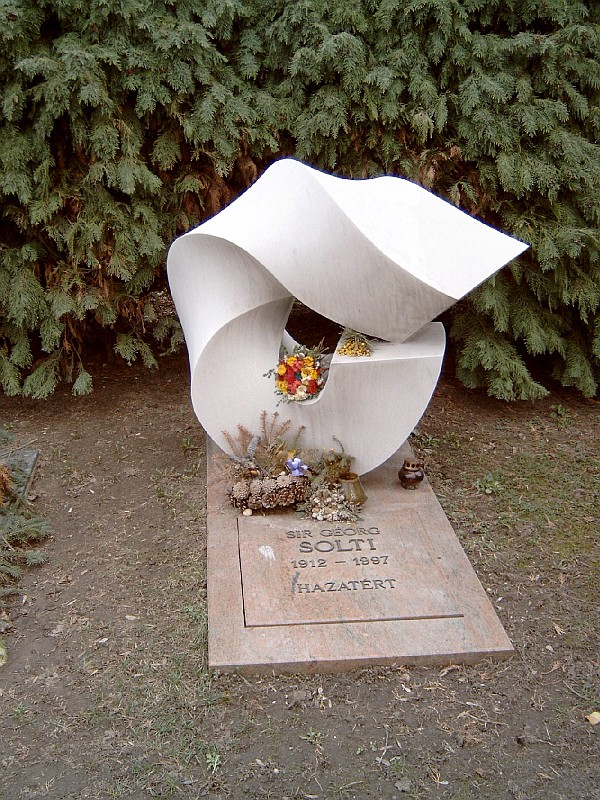
Georg Soltis Grab in Budapest (Farkasréti temető: 60/1-főút-8)

Solti war einer der umfassendsten Operndirigenten der zweiten Hälfte des 20. Jahrhunderts. Er spielte alle gängigen Opern von Richard Wagner, Richard Strauss und Giuseppe Verdi ein, nachdem er diese vorher 25 Jahre an Opernhäusern dirigiert hatte.
Soltis letzte Aufnahme war ein Mitschnitt eines Konzertes in Budapest, bei dem er Werke seiner ehemaligen Lehrer dirigierte: Bartóks Cantata profana Sz 94, Kodálys Psalmus hungaricus op. 13 und Weiners Serenade op. 3.

## Auszeichnungen und Ehrungen
Während seiner Amtszeit in London wurde Solti mit der Mitgliedschaft im Order of the British Empire ausgezeichnet: 1968 als Commander (CBE), dann 1971 als Knight Commander (KBE), verbunden mit dem Namenszusatz „Sir“. Auch in vielen anderen Staaten wurde er mit Auszeichnungen geehrt.
Die amerikanische Musikkritik liebte insbesondere Soltis Chicagoer Einspielungen. So war Solti bis Februar 2023 der Künstler, der die meisten Grammys erhalten hatte, unabhängig einer Musikrichtung. 31 Grammys gingen an ihn persönlich einschließlich eines Lifetime Achievement Award und eines Trustees Award, weitere sechs an Techniker (Produktion/Aufnahme) in seinen Einspielungen und einer an einen Solisten. Weitere 74 Mal wurde er nominiert. Bei der Verleihung 2023 übertraf ihn die US-amerikanische Sängerin Beyoncé um eine Auszeichnung.
1992 wurde Solti mit dem Léonie-Sonning-Musikpreis und dem Frankfurter Musikpreis ausgezeichnet.
Im Jahr 2000 wurde die The Solti Foundation U.S. gegründet. Aufgabe der Stiftung ist es, begabte junge amerikanische Musiker am Beginn ihrer beruflichen Laufbahn zu unterstützen. Ehrenvorsitzende der Stiftung war bis zu ihrem Tod Georg Soltis Witwe Valerie Solti.
Der Asteroid (6974) Solti wurde am 26. September 2007 nach ihm benannt.

## Werke
- Solti über Solti. Unter Mitarbeit von Harvey Sachs. Aus dem Englischen von Michael Schmidt und Harald Stadler. Kindler, München 1997, ISBN 3-463-40317-X.

## Film
- Sir Georg Solti. Für mein Leben habe ich kämpfen müssen. Dokumentarfilm, Deutschland, 2012, 52 Min., Buch und Regie: Georg Wübbolt, Produktion: Bernhard Fleischer Moving Images, BR, ORF, Arte, Erstausstrahlung: 17. Oktober 2012 bei arte, Inhaltsangabe von ARD.